# Geopora arenicola

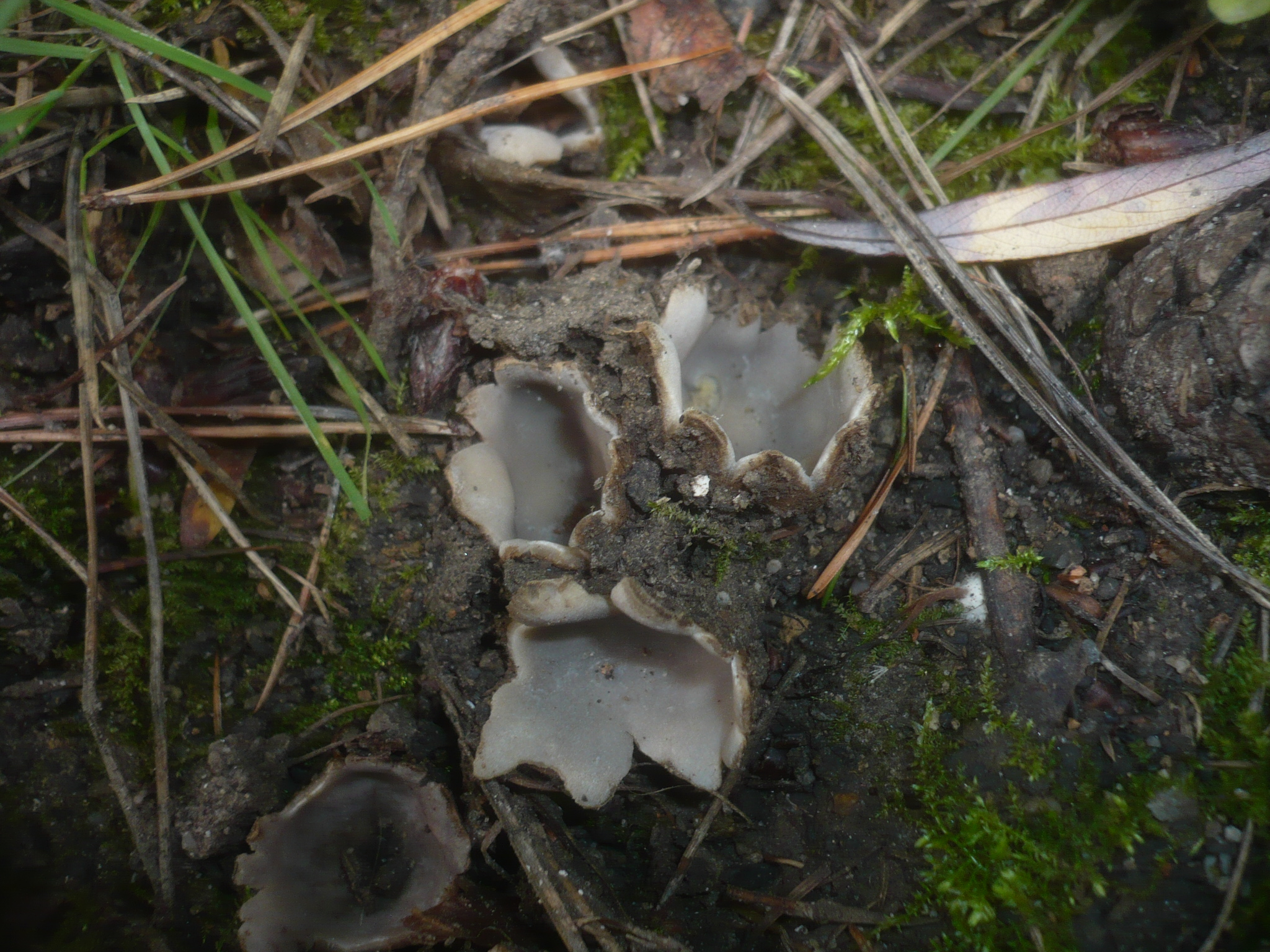

Geopora arenicola (Lév.) Kers – gatunek grzybów z rodziny Pyronemataceae.

## Systematyka i nazewnictwo
Pozycja w klasyfikacji według Index Fungorum: Geopora, Pyronemataceae, Pezizales, Pezizomycetidae, Pezizomycetes, Pezizomycotina, Ascomycota, Fungi.
Po raz pierwszy opisał go w 1848 r. Joseph-Henri Léveillé, nadając mu nazwę Peziza arenicola. Obecną nazwę podał Lars Erik Kers w 1974 r.
Ma 14 synonimów. Niektóre z nich:
- Lachnea arenicola (Lév.) Gillet 1880
- Scutellinia arenicola (Lév.) Kuntze 1891
- Sepultaria arenicola (Lév.) Massee 1895[2].

## Morfologia
Owocnik
Częściowo jest to grzyb podziemny. Kuliste owocniki przez kilka miesięcy rozwijają się pod ziemią, zanim przebiją się przez powierzchnię gleby, nawet wówczas ich dolna część często jest zagrzebana w ziemi. Pękają wówczas na 5 do 7 dość regularnych ramion przybierając kształt popękanej miseczki o wysokości do 2,5 cm i średnicy od 1 do 2,5 cm. Wewnętrzna płodna powierzchnia hymenialna ma barwę od jasnokremowej do szarawobeżowej i jest gładka. Sterylna powierzchnia zewnętrzna ma barwę od bladobrązowej do średniobrązowej, jest szorstka, pokryta mikroskopijnymi jasnobrązowymi włosami i zwykle oblepiona cząstkami roślin i gleby. Miąższ kruchy.
Cechy mikroskopowe
Worki 8-zarodnikowe, jednorzędowe, cylindryczne, 250– 300 × 18–21 µm. Askospory 24,1–27,8 × 12,3–15,7 µm, szkliste, elipsoidalne, zwykle zawierające jedną centralną gutulę i kilka mniejszych na biegunach. Parafizy cylindryczne, szkliste, z drobnymi ziarnistymi kropelkami w protoplazmie, o średnicy 2–3 µm, septowane, na końcach poszerzone do 6–8 µm. Subhymenium o grubości do 50 µm, zwartej strukturze, ze splątanymi komórkami o średnicy 5–10 µm. Środkowa warstwa miąższu o grubości 450–500 µm, zbudowana z pęcherzykowatych, cylindrycznych lub gruszkowatych komórek o wymiarach 10–40 × 5–15 µm. Warstwa zewnętrzna o grubości 120–160 µm, zbudowana z kulistych, gruszkowatych lub wielokątnych komórek o średnicy 20–60 µm, splątanych z cylindrycznymi komórkami pęcherzykowymi. Zwykle są to komórki grubościenne (1-2 µm), brązowawo pigmentowane. Rozwijają się z nich włoski i strzępki grzybni wrastającej w podłoże. Komórki brzegowe sklejające się z sobą, wydłużone, maczugowate, gęsto septowane. Włoski gęste, pokrywające powierzchnię apotecjum, u nasady splecione ze strzępkami grzybni i niełatwe do odróżnienia, proste i kręte, bardzo długie (do 1000 µm), grubościenne (1,5–2 µm), septowane, inkrustowane, brązowo pigmentowane, często rozwidlone.
Gatunki podobne
Geopora arenicola jest makroskopowo praktycznie nie do odróżnienia od zagrzebki piaskowej Geopora arenosa, która także występuje w suchych, piaszczystych miejscach, szczególnie na wydmach. Zarodniki Geopora arenosa są mniejsze (22–25 × 11–15 µm) w porównaniu z 24–28 × 12–16 µm w przypadku Geopora arenicola. Przez niektórych mykologów gatunki te uważane są za synonimy.

## Występowanie i siedlisko
Geopora arenicola występuje głównie w Ameryce Północnej i Europie, podano pojedyncze stanowiska także w Ameryce Południowej i Azji. W Europie jest szeroko rozprzestrzeniona, występuje od Morza Śródziemnego na południu aż po archipelag Svalbard i Grenlandię na północy. W Polsce M.A. Chmiel w 2006 r. przytoczyła 8 stanowisk, w późniejszych latach znaleziono jeszcze inne stanowiska tego gatunku. Aktualne stanowiska podaje także internetowy atlas grzybów. Znajduje się w nim na liście gatunków rzadkich i wartych objęcia ochroną.
Grzyb naziemny i podziemny. Występuje na glebach piaszczystych, często w przybrzeżnych systemach wydm. Przypuszczalnie jest grzybem mykoryzowym współżyjącym z różnymi gatunkami krzewów.
Grzyb trujący.